# Nozomi Yamago
Nozomi Yamago (山郷 のぞみ, Yamagō Nozomi), née le 16 janvier 1975 à Saitama, est une joueuse japonaise de football évoluant au poste de gardienne de but. Internationale japonaise (97 sélections), elle évolue au AS Elfen Sayama FC depuis 2012.

## Carrière en sélection
Nozomi Yamago fait partie du groupe japonais présent lors des Coupes du monde de football féminin 1995, 1999, 2003 et 2007, où les Japonaises ne passent pas le premier tour. Elle est titulaire en 1999 et en 2003 disputant trois rencontres à chaque reprise.
Elle participe à la Coupe du monde de football féminin 2011, remportée par le Japon.

## Palmarès

### En sélection nationale
- Vainqueur de la Coupe du monde de football féminin 2011